# Berlin Mills Railway
| \| \| \| GT-Strecke von Portland \| \| \| \| 0,0 \| Cascade Switch NH \| Cascade Switch NH \| \| \| \| GT-Strecke nach Montreal \| \| \| \| \| Anschluss an die Cascade Mill \| \| \| \| \| heutiges Streckenende \| \| \| \| \| Brücke über den Androscoggin River \| \| \| \| \| Strecke Whitefield–Berlin (ex W&J, später B&M) \| \| \| \| \| (Beginn des kurzen gemeinsamen Stücks) \| \| \| \| \| ehem. Verbindungsgleis zur B&M \| \| \| \| \| Berlin NH B&M Station \| \| \| \| \| Strecke der B&M von Whitefield \| \| \| \| \| Anschluss an die Burgess Mill \| \| \| \| \| Anschluss Dummer Yard \| \| \| \| \| Berlin NH Main Yard \| \| \| \| \| Anschluss Berlin Yard (B&M) \| \| \| \| \| Brücke über den Androscoggin River \| \| \| \| \| Anschluss River Yard \| \| \| \| \| GT-Strecke von Montreal \| \| \| \| 6,04 \| Berlin NH GT Station \| Berlin NH GT Station \| \| \| \| GT-Strecke nach Portland \| \| |      |                                                |                                                |
| Strecke |      | GT-Strecke von Portland                        | GT-Strecke von Portland                        |
| Dienststation / Betriebs- oder Güterbahnhof | 0,0  | Cascade Switch NH                              | Cascade Switch NH                              |
| Abzweig geradeaus und nach links |      | GT-Strecke nach Montreal                       | GT-Strecke nach Montreal                       |
| Abzweig geradeaus und von rechts |      | Anschluss an die Cascade Mill                  | Anschluss an die Cascade Mill                  |
| |      | heutiges Streckenende                          |                                                |
| Brücke über Wasserlauf (Strecke außer Betrieb) |      | Brücke über den Androscoggin River             | Brücke über den Androscoggin River             |
| Kreuzung geradeaus oben (Strecken außer Betrieb) |      | Strecke Whitefield–Berlin (ex W&J, später B&M) | Strecke Whitefield–Berlin (ex W&J, später B&M) |
| Strecke (außer Betrieb) |      | (Beginn des kurzen gemeinsamen Stücks)         | (Beginn des kurzen gemeinsamen Stücks)         |
| Abzweig geradeaus und von links (Strecke außer Betrieb) |      | ehem. Verbindungsgleis zur B&M                 | ehem. Verbindungsgleis zur B&M                 |
| Bahnhof (Strecke außer Betrieb) |      | Berlin NH B&M Station                          | Berlin NH B&M Station                          |
| Abzweig geradeaus und von links (Strecke außer Betrieb) |      | Strecke der B&M von Whitefield                 | Strecke der B&M von Whitefield                 |
| Abzweig ehemals geradeaus und von rechts |      | Anschluss an die Burgess Mill                  | Anschluss an die Burgess Mill                  |
| Abzweig geradeaus, ehemals nach rechts und ehemals von rechts |      | Anschluss Dummer Yard                          | Anschluss Dummer Yard                          |
| Dienststation / Betriebs- oder Güterbahnhof |      | Berlin NH Main Yard                            | Berlin NH Main Yard                            |
| Abzweig geradeaus und ehemals nach rechts |      | Anschluss Berlin Yard (B&M)                    | Anschluss Berlin Yard (B&M)                    |
| Brücke über Wasserlauf |      | Brücke über den Androscoggin River             | Brücke über den Androscoggin River             |
| Abzweig geradeaus und von rechts |      | Anschluss River Yard                           | Anschluss River Yard                           |
| Abzweig geradeaus und von rechts |      | GT-Strecke von Montreal                        | GT-Strecke von Montreal                        |
| Dienststation / Betriebs- oder Güterbahnhof | 6,04 | Berlin NH GT Station                           | Berlin NH GT Station                           |
| Strecke |      | GT-Strecke nach Portland                       | GT-Strecke nach Portland                       |

Die Berlin Mills Railway (BMS) ist eine ehemalige Eisenbahngesellschaft in New Hampshire (Vereinigte Staaten). Sie wurde 1911 als Tochterfirma der Brown Company gegründet, eines der größten holzverarbeitenden Betriebe in Berlin (New Hampshire). Sie baute eine sechs Kilometer lange, normalspurige Strecke, die eine Papiermühle in Berlin und eine in Cascade südlich der Stadt anbinden sollte und gleichzeitig eine Gleisverbindung zwischen der Grand Trunk Railway und der Boston and Maine Railroad herstellte. Mit der Boston&Maine gab es ein etwa 1,5 Kilometer langes Stück gemeinsam betriebener Strecke von nördlich des Bahnhofs Berlin bis zum Abzweig Berlin Yard.

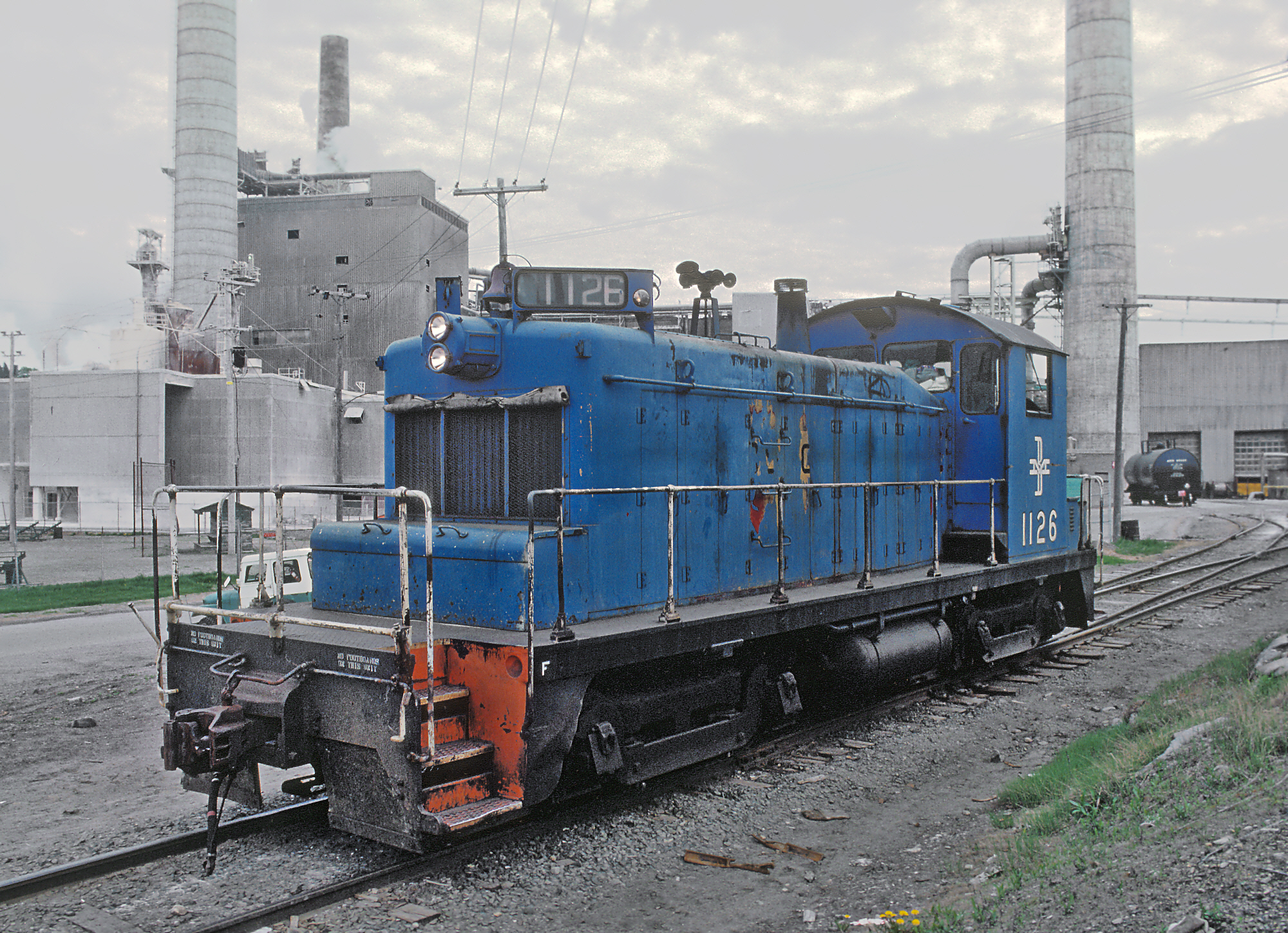
B&M-Diesellokomotive 1126 auf Gleisen der Berlin Mills Railway; 1982

Im Güterverkehr diente die Berlin Mills Railway nahezu ausschließlich der Anbindung der beiden Papierfabriken an die B&M und GT sowie der Verbindung der beiden Standorte untereinander. In der ersten Hälfte der 1990er-Jahre wurden etwa 2500 Güterwagen pro Jahr befördert. Personenverkehr bot die Berlin Mills Railway nie an.
Für den Güterverkehr setzte die Berlin Mills Railway Rangierlokomotiven ein. Zunächst waren dies Dampflokomotiven, darunter eine in der Steamtown National Historic Site erhaltene Tenderlokomotive. Nach dem Zweiten Weltkrieg beschaffte die BMS Diesellokomotiven; zuletzt drei gebraucht von Amtrak erworbene EMD SW1.
Nach der Stilllegung der ehemaligen Boston&Maine-Strecke wurde auch der zentrale Teil der BMS in den 1990er Jahren stillgelegt und der Rest 1997 an die St. Lawrence and Atlantic Railroad übergeben, die die Grand Trunk Railway übernommen hatte und heute die Anbindung der beiden Papiermühlen sicherstellt. Die BMS wurde daraufhin aufgelöst.